# Malena Hallerdt
Hanna Malena Hallerdt, född 31 maj 1970 i Sundsvalls Gustav Adolfs församling i Västernorrlands län, är en svensk skådespelare.

## Biografi
Malena Hallerdt har bland annat medverkat i TV-produktionerna Skilda världar (1996), Längstans blåa blomma (1998), En dag i taget (1999) och Playa del Sol (2007) samt filmen Hotet (2004).
Hon är dotter till Björn Hallerdt och Margareta Hallerdt, halvsyster till Katarina Weidhagen och syster Miriam Andersén samt dotterdotter till Åke Esbjörnsson.

## Filmografi i urval
- 1989 – Maskrosbarn
- 1990 – Ex libris
- 1994 – Snapshot
- 1994 – En dvärg
- 1996 – Skilda världar (TV-serie)
- 1998 – Längtans blåa blomma (TV-serie)
- 1999 – En dag i taget (TV-serie)
- 2004 – Hotet
- 2007 – Playa del Sol (TV-serie)

## Teater

### Roller (ej komplett)
| År   | Roll      | Produktion                | Regi        | Teater                 |
| ---- | --------- | ------------------------- | ----------- | ---------------------- |
| 2012 | Lady Nijo | Top Girls Caryl Churchill | Olof Hanson | Stockholms stadsteater |